# Era (musikgrupp)
Era är ett musikprojekt av den franska musikern Eric Lévi. Musiken kan beskrivas som new age, med en blandning av klassisk musik, opera och gregoriansk sång. Texterna är på antingen engelska eller ett fiktivt språk, liknande latin. Eric Levi använder engelska körer och bland annat svenskan Lena Jinnegren sjunger på flertalet sånger. Era har jämförts musikaliskt med Enigma, Enya, Deep Forest, Gregorian och Vangelis.

## Diskografi
- 1996 - Era
- 2000 - Era 2
- 2003 - The Mass
- 2005 - The Very Best of Era
- 2008 - Reborn
- 2009 - Classics
- 2010 - The Essential
- 2010 - Classics Vol 02
- 2013 - Arielle Dombasle By Era
- 2017 - The 7th Sword